# Sonja Falk
Sonja Falk (* 16. Mai 1904 in Hamburg; † 17. August 1968 in Zürich) war eine deutsche Kunstmalerin.

## Leben
Sonja Falk wurde als Tochter des Hamburgers Fritz Falk und der Russin Vera Jaffe aus Moskau geboren. Sie heiratete 1925 den Schweizer Architekten Theodor Stein, mit dem sie zwei Kinder hatte, darunter die spätere Kinderbuchautorin Esther Leist-Stein, die in Berlin geboren ist. Die Familie übersiedelte 1935 nach Bern. Nach einer Gruppenausstellung in der Kunsthalle Bern 1945 erhielt Falk 1946 das Louise-Aeschlimann-und-Margarete Corti-Stipendium (AC-Stipendium), das bedeutendste private Kunststipendium des Kantons Bern, dessen Hauptpreis damals mit 1000 Franken dotiert war. Die mit SF signierten expressionistischen Bilder in Öl tauchen regelmäßig im Kunsthandel auf.

## Ausstellungen
- 1945: Gruppenausstellung Kunsthalle Bern